# Zieria laxiflora
Zieria laxiflora är en vinruteväxtart som först beskrevs av George Bentham, och fick sitt nu gällande namn av Karel Domin. Zieria laxiflora ingår i släktet Zieria och familjen vinruteväxter. Inga underarter finns listade i Catalogue of Life.